# Secretaría de Malvinas, Antártida, Política Oceánica y Atlántico Sur
La Secretaría de Malvinas, Antártida, Política Oceánica y Atlántico Sur es una secretaría en el ámbito del Ministerio de Relaciones Exteriores, Comercio Internacional y Culto de la República Argentina, abocada a cuestiones relativas a las islas Malvinas, Georgias del Sur, Sandwich del Sur (administradas por el Reino Unido) y el sector antártico, siendo estos territorios reclamados por Argentina, además de los espacios marítimos de jurisdicción nacional en cuestiones vinculadas a la política exterior. Su titular es Paola Di Chiaro.

## Historia

### Creación
La secretaría fue creada el 19 de diciembre de 2013 por la entonces presidenta Cristina Fernández de Kirchner, siendo publicado en el decreto N° 2250/2013 del Boletín Oficial de la República Argentina, al día siguiente. Se designó al frente de la misma al exsenador Daniel Filmus, mediante el decreto N° 2251/2013, quién asumió su cargo el 6 de enero de 2014. Antes del nombramiento, Filmus había sido presidente de la Comisión de Relaciones Exteriores del Senado de la Nación Argentina. Tras su nombramiento, Filmus recibió la categoría de «Embajador Extraordinario y Plenipotenciario», como rango protocolar mientras se desempeñe como secretario.
El objeto de su creación fue «potenciar las acciones nacionales relativas a la defensa de los derechos de soberanía» argentinos sobre los archipiélagos disputados, teniendo competencia específica en la materia. Filmus declaró que la idea fue darle mayor envergadura política a la cuestión Malvinas. La idea también fue jerarquizar la cuestión al más alto nivel de la estructura de la Cancillería.
La creación de la secretaría contó con el apoyo del gobierno de la provincia de Tierra del Fuego, Antártida e Islas del Atlántico Sur. Además, por un proyecto presentado por Rosana Bertone, el Senado de la Nación Argentina emitió una declaración declarando «de interés» la creación de la secretaría.
Anteriormente existió la Dirección General de Malvinas y Atlántico Sur (creada en el 2002), que estaba a cargo de Javier Figueroa, quien luego fue designado subsecretario de Asuntos Relativos a las Islas Malvinas. Dicha subsecretaría fue creada también mediante el decreto N° 2250/2013.

### Subsecretaría
En octubre de 2015 en el marco de las elecciones presidenciales de ese año, Fulvio Pompeo, referente de política exterior de la coalición Cambiemos aseguró ante el periódico británico The Telegraph que si Mauricio Macri ganaba las elecciones presidenciales, no nombraría un ministro para las Islas Malvinas, disolviendo la secretaría.
El 26 de diciembre de 2015, en una nota del Diario Perfil la canciller Susana Malcorra declaró que «estamos revisando la estructura del Ministerio y vamos a crear un área, seguramente una subsecretaría, del Atlántico Sur, en la cual va a estar insertada el tema Malvinas», anunciado así el cierre de la secretaría.
En un plan de reducción del aparato estatal, el gobierno decidió cambiar el nombre y rango de la Secretaría a "Subsecretaría de Malvinas, Antártida y Atlántico Sur", designando a la diplomática María Teresa Kralikas al frente de la misma. En julio de 2019, Kralikas fue brevemente sucedida por el también diplomático Mateo Estrémé.

### Reapertura como secretaría
Con el ascenso al poder de Alberto Fernández el 10 de diciembre de 2019, la Secretaría volvió a funcionar como tal y se nombró como titular a Daniel Filmus nuevamente, recibiendo el nombre de "Secretaría de Malvinas, Antártida y Atlántico Sur". Tras los cambios de gabinete realizado por el gobierno de Fernández en septiembre de 2021, Guillermo Carmona fue designado como secretario.
A partir del 10 de diciembre del 2023, con la asunción del Presidente Javier Milei, fue designada Paola Di Chiaro a cargo de la secretaría bajo la nueva administración, y reorganizada como "Secretaría de Malvinas, Antártida, Política Oceánica y Atlántico Sur".

## Actividades
La secretaría se ocupa de la ejecución de las acciones de carácter bilateral, la asistencia al Ministro de Relaciones Exteriores y Culto en las negociaciones bilaterales, el diseño e implementación de estrategias y la coordinación de acciones con todos los países para la defensa de los derechos e intereses argentinos sobre la soberanía de las islas disputadas en el marco de la diplomacia internacional, como así también la difusión de los derechos argentinos en el mundo. Otro de los objetivos es el cumplimiento de la Resolución 2065 de las Naciones Unidas, que exige que la Argentina y el Reino Unido tengan un diálogo bilateral para que por la vía diplomática se solucione el conflicto. La secretaría coordina con la Secretaría de Relaciones Exteriores de la Cancillería «los cursos de acción pertinentes en el ámbito multilateral». También trabaja en conjunto con la embajada argentina en Londres.
El Anexo II del decreto N° 357/2002 y el artículo 2 del decreto N° 2250/2013 fijaron los objetivos de la secretaría:

1.- Entender en los temas vinculados a las Islas Malvinas, Georgias del Sur, Sandwich del Sur y los espacios marítimos circundantes en el Atlántico Sur.

2.- Entender en la ejecución de las acciones de carácter bilateral y asistir al Ministro en las negociaciones bilaterales en el área de su competencia, coordinando su acción con las demás unidades competentes de la jurisdicción ministerial o fuera de ella.

3.- Diseñar estrategias y coordinar acciones desde el punto de vista de la política exterior en las relaciones con todos los países para la mejor defensa de los derechos e intereses argentinos sobre las Islas Malvinas, Georgias del Sur, Sandwich del Sur y los espacios marítimos circundantes en el Atlántico Sur y coordinar con las otras Secretarías del Ministerio de Relaciones Exteriores y Culto, los diversos aspectos de la política exterior.

4.- Coordinar con la Secretaría de Relaciones Internacionales la defensa de los derechos e intereses argentinos sobre las Islas Malvinas, Georgias del Sur, Sandwich del Sur y los espacios marítimos circundantes en el Atlántico Sur en el ámbito multilateral.

5.- Entender en la difusión de los derechos argentinos sobre las Islas Malvinas, Georgias del Sur, Sandwich del Sur y los espacios marítimos circundantes en el Atlántico Sur.

6.- Entender en el desarrollo de las políticas y acciones que realiza el Consejo Consultivo sobre temas vinculados al Atlántico Sur (CASUR).

Tanto Filmus, como otros miembros de la secretaría, han participado en el Comité de Descolonización de las Naciones Unidas en Nueva York, exponiendo a favor del reclamo argentino. También han participado de eventos, reuniones y conferencias en Londres.

## Nómina de autoridades[27]
| N.º | Secretario        | Partido | Partido               | Periodo                                             | Presidente                     |
| --- | ----------------- | ------- | --------------------- | --------------------------------------------------- | ------------------------------ |
| 1   | Daniel Filmus     |         | Partido Justicialista | 19 de diciembre de 2013 - 10 de diciembre de 2015   | Cristina Fernández de Kirchner |
| 2   | Daniel Filmus     |         | Partido Justicialista | 27 de diciembre de 2019 - 20 de septiembre de 2021  | Alberto Fernández              |
| 3   | Guillermo Carmona |         | Partido Justicialista | 29 de septiembre de 2021 - 10 de diciembre del 2023 | Alberto Fernández              |
| 4   | Paola Di Chiaro   |         | Propuesta Republicana | Desde el 28 de diciembre del 2023                   | Javier Milei                   |

## Críticas y controversias
Al crearse la secretaría, Pino Solanas, senador por la ciudad de Buenos Aires, declaró que «de nada sirve crear oficinas sin una política estratégica y firme» hacia las islas, y que se trata de «una dependencia sin poder real», sugiriendo otras estrategias para con el Reino Unido.

## Secretaría de Tierra del Fuego
A principios de diciembre de 2015, antes de que Rosana Bertone asuma como gobernadora de Tierra del Fuego, declaró que la disputa de soberanía de las Malvinas ocupará «un lugar muy importante» en su agenda de trabajo. Anteriormente había anunciado la creación una secretaría de Estado dedicada a temas de la Antártida y las Malvinas para coordinar acciones con el Ministerio de Relaciones Exteriores de la Nación, similar a la Secretaría de Asuntos Relativos a las Islas Malvinas. El 17 de diciembre de 2015, el político fueguino Jorge López asumió como titular de la Secretaría de Asuntos Relativos a Antártida, Islas Malvinas, Georgias del Sur y Sandwich del Sur y los espacios marítimos circundantes de la provincia de Tierra del Fuego, Antártida e Islas del Atlántico Sur.